# Catatonia (banda)
Catatonia foi uma banda galesa de britpop que misturou o pop antigo ao noise atual. Sweet Catatonia é uma música que define muito o estilo da banda. A banda separou-se em 2001.
Seus maiores sucessos foram além da citada "Sweet Catatonia": "Dazed, beautiful and bruised", "Dead from the waist down" e "Mulder and Scully".

## Discografia
- 1995. The Sublime Magic of Catatonia
- 1996. Way Beyond Blue
- 1998. International Velvet
- 1998. The Crai-EP 1993/1994
- 1999. Equally Cursed and Blessed
- 2001. Paper Scissors Stone
- 2002. Greatest Hits
- 2006. Platinum Collection

### Cerys Matthews a solo
Álbuns
- Cockahoop (Blanco y Negro - 2003)
- Never Said Goodbye (Rough Trade - 2006)
- Awyren = Aeroplane (mini-álbum) (My Kung Fu 030 - 15 October 2007)

Compilações
- Songs for the Young at Heart (2007) - "White Horses", the theme song The White Horses
- Listen to Bob Dylan: A Tribute - "I Believe in You"
- Over the Rainbow (2007) - "Secret Love"

Singles
- 1998 "The Ballad of Tom Jones" (com Space)
- 1999 "Baby, It's Cold Outside" (com Tom Jones)
- 2003 "Caught In The Middle"
- 2005 "1-2-3"
- 2006 "Open Roads"
- 2007 "Some Kind of Wonderful" (com Aled Jones)